# Rock the Night: The Very Best of Europe
Rock the Night: The Very Best of Europe – kompilacyjny album muzyczny szwedzkiego zespołu muzycznego Europe wydany w 2004 roku.

## Lista piosenek

### Pierwsza płyta
1. Rock the Night (Tempest)
2. Superstitious (Tempest)
3. I’ll Cry for You [wersja akustyczna] (Tempest, Graham)
4. Cherokee (Tempest)
5. Stormwind (Tempest)
6. Sweet Love Child (Tempest, Marcello, Michaeli)
7. In the Future to Come (Tempest)
8. Here Comes the Night (Tempest)
9. Sign of the Times (Tempest)
10. Dreamer (Tempest)
11. Seventh Sign (Tempest, Marcello, Michaeli)
12. Yesterday’s News (Tempest, Marcello, Levén, Haugland, Michaeli)
13. Got Your Mind in the Gutter (Tempest, Hill, Marcello)
14. Ready or Not (Tempest)
15. Aphasia [instrumentalna] (Norum)
16. Time Has Come [wersja z koncertu w Sztokholmie, 1986] (Tempest)

### Druga płyta
1. The Final Countdown (Tempest)
2. Halfway to Heaven (Tempest, Vallance)
3. Open Your Heart [wersja z 1988] (Tempest)
4. Long Time Comin' (Tempest)
5. Mr. Government Man (Tempest, Hill)
6. Carrie (Tempest, Michaeli)
7. Seven Doors Hotel [alternatywna wersja] (Tempest)
8. Girl from Lebanon (Tempest)
9. The King Will Return (Tempest)
10. More Than Meets the Eye (Tempest, Marcello, Michaeli)
11. Prisoners in Paradise (Tempest)
12. Wings of Tomorrow (Tempest)
13. On Broken Wings (Tempest)
14. Scream of Anger (Tempest, Jacob)
15. Heart of Stone (Tempest)
16. Let the Good Times Rock [wersja z koncertu w Rotterdamie, 1989] (Tempest)